# استیک و تخم‌مرغ
استیک و تخم مرغ غذایی است که با گوشت گاو و تخم مرغ به عنوان مواد اولیه تهیه می‌شود. معمولاً به عنوان صبحانه یا صبحانه سرو می‌شود.

## عناصر
انواع مختلفی از استیک‌های گوشت گاو را می‌توان استفاده کرد، مانند چشم دنده، نواری، فیله و پهلو، در میان دیگران. مواد اضافی ممکن است شامل فلفل دلمه ای، سیر، پیاز، کره، نمک، فلفل، سس تند و سایر چاشنی‌ها یا چاشنی‌ها باشد Accompaniments may include various sauces, such as steak sauce, Worcestershire sauce, chimichurri and others.
. همراه‌ها ممکن است شامل سس‌های مختلفی مانند سس استیک، سس Worcestershire, chimichurri و غیره باشد.

## انواع
انواع آن شامل استیک و ساندویچ تخم مرغ، ساندویچ باز و استیک و تخم مرغ بندیکت است. نسخه ای از استیک و سالاد تخم مرغ از سبزیجاتی مانند آرگولا، تخم مرغ آب‌پز و استیک استفاده می‌کند. 

یک ساندویچ استیک و تخم مرغ با بیکن و پنیر چدار
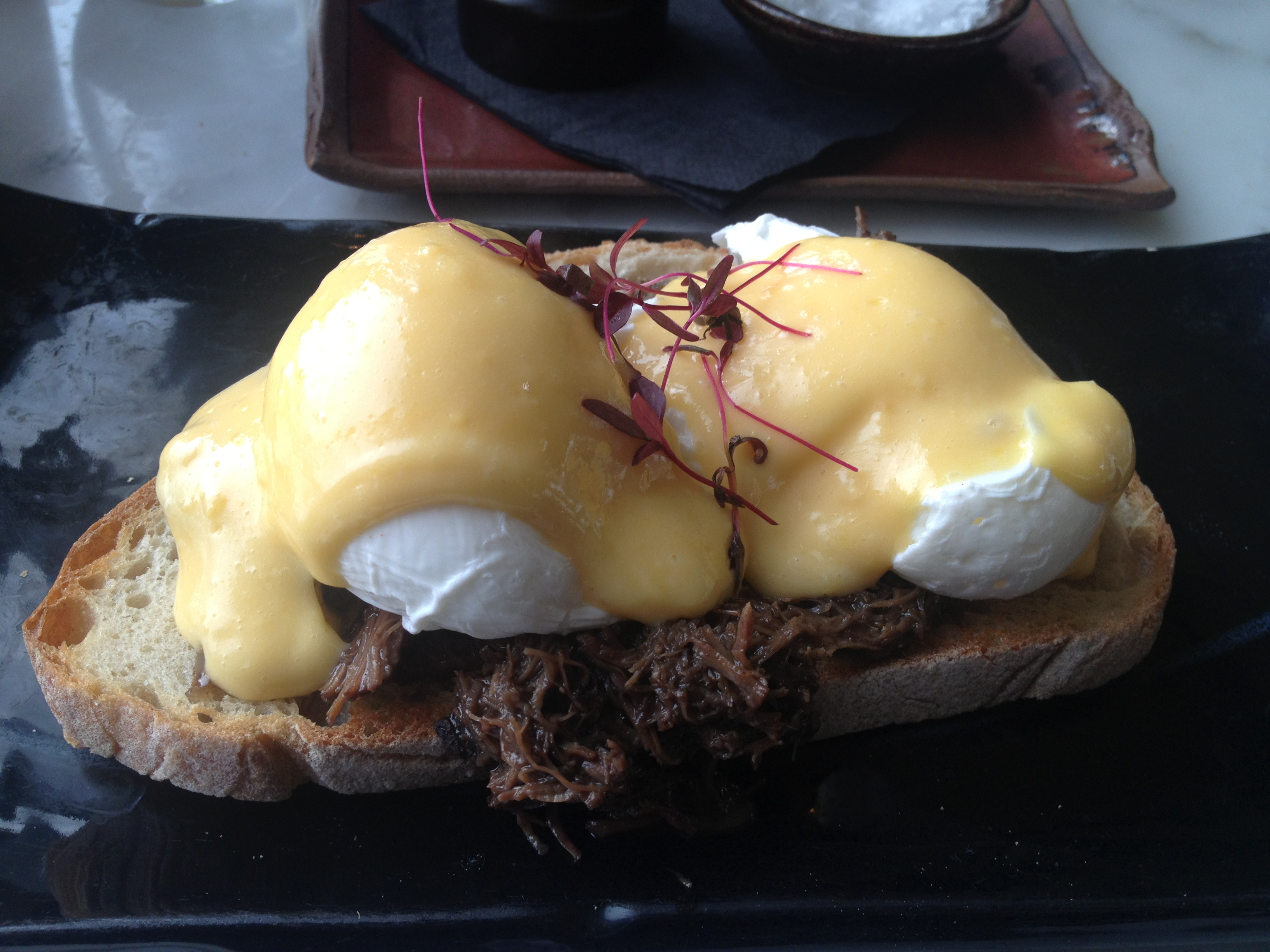
یک ساندویچ باز تهیه شده با استیک و تخم مرغ
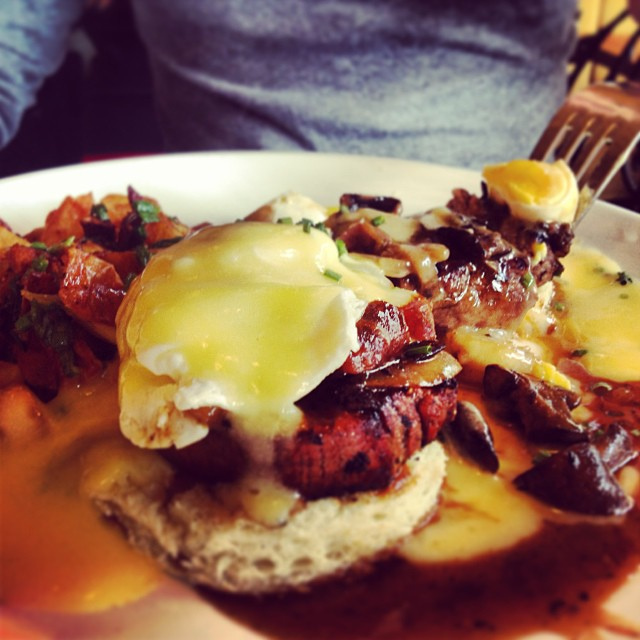
استیک و تخم مرغ بندیکت
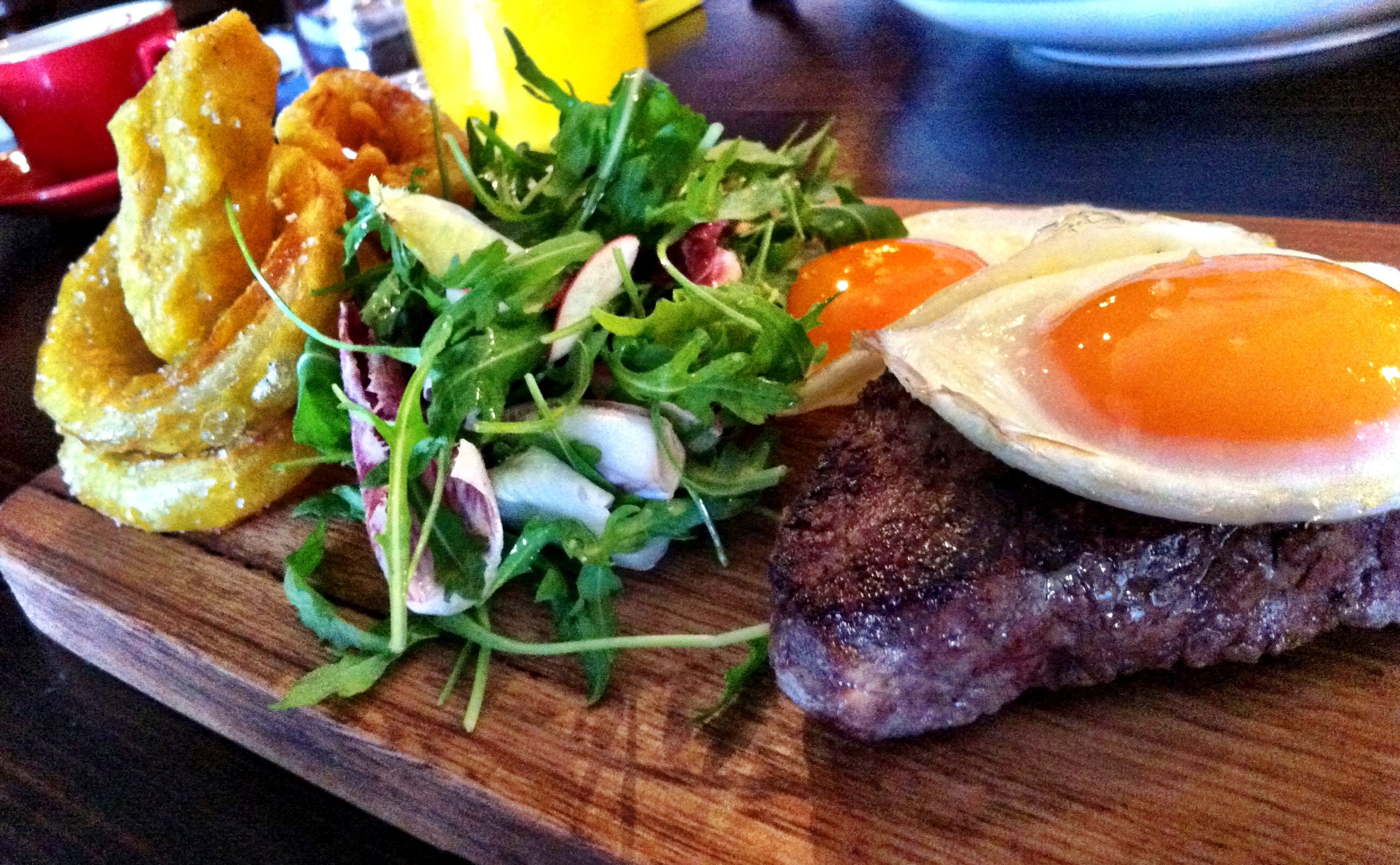
استیک و تخم مرغ در رستوران، با سالاد و حلقه‌های پیاز
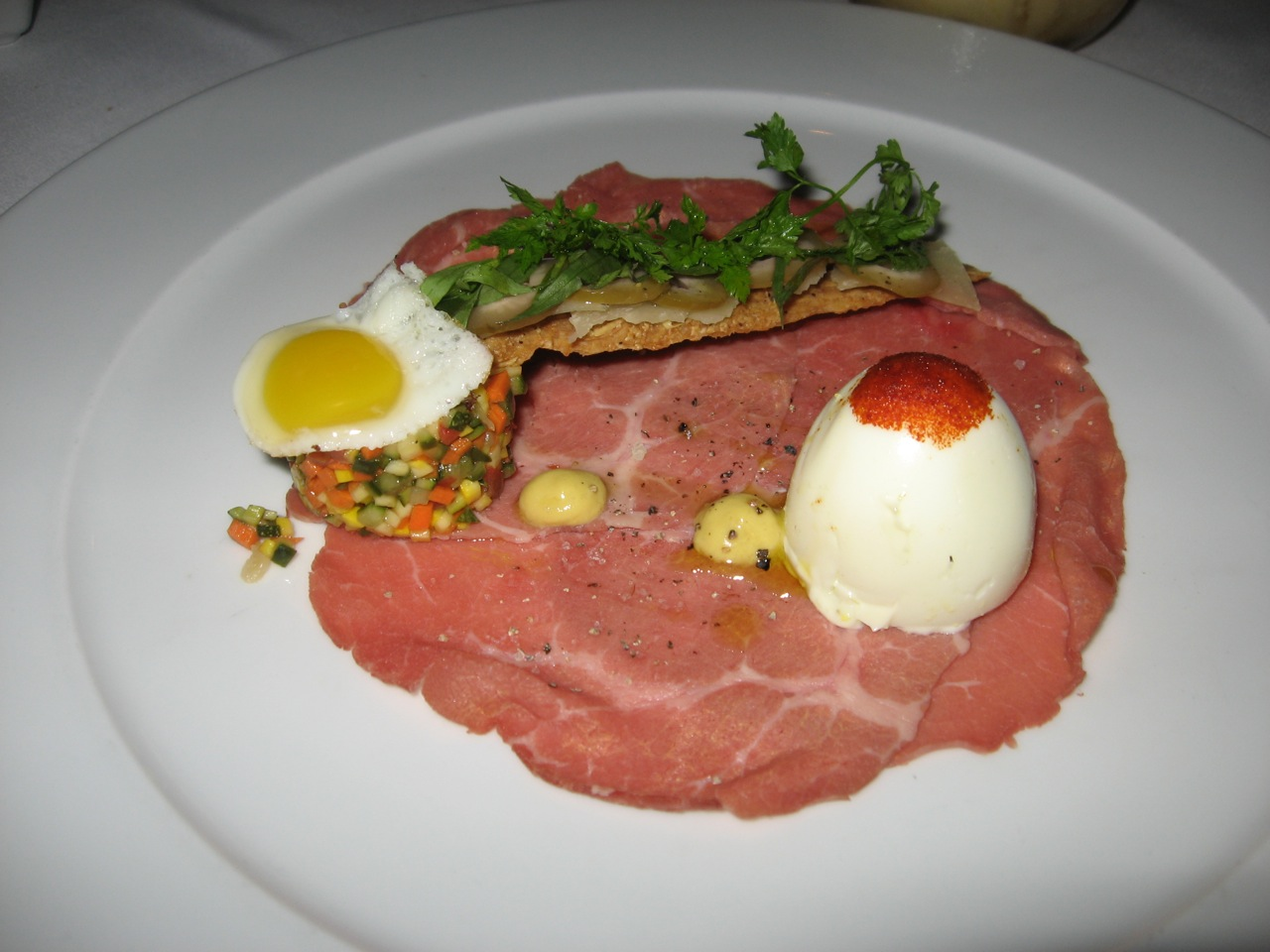
نسخه ای منحصر به فرد از استیک و تخم مرغ با گوشت گاو کارپاچیو ، تخم بلدرچین، تخم مرغ شیطان و سالپیکون سبزیجات

## در فرهنگ عامه
استیک و تخم مرغ صبحانه سنتی فضانورد ناسا است که برای اولین بار قبل از پرواز آلن شپرد در ۵ مه ۱۹۶۱ برای او سرو شد.
این غذا همچنین صبحانه مرسوم قبل از فرود سپاه تفنگداران دریایی ایالات متحده است.
دو رادیویی ورزشی برنده جایزه مارکونی در بوستون، تاچر و ریچ از «استیک و تخم مرغ» به عنوان خوشامدگویی به دنبال کنندگان خود در داخل و خارج از آنتن استفاده می‌کنند.